# Ян Спитек Тарновський
Ян Спитек, Спитек Ян, найчастіше Спитек Тарновський гербу Леліва (нар. перед 1484 — пом. 1553) — державний діяч Королівства Польського, каштелян жарновський (1525—1532), завихостський (1532—1534), підскарбій коронний (1532—1550), каштелян радомський (1534—1542), войницький (1542—1550), жупник краківський (1549—1552), воєвода сєрадзький (1550—1553); староста крешівський (1520—1553), кшепицький (1532—1533), кошицький (1535—1551), бжезьницький (1535—1549), сєрадзький і пйотрковський (1536—1547), остшешовський (1550—1553), болеславський.

## Життєпис
Ян Спитек народився перед 1484 роком, імовірно, в Завихості. Був наймолодшим сином воєводи краківського Яна Фелікса "Шрама" Тарновського та його дружини Катажини з Ліґензів. Мав 2-х братів — Станіслава й Яна. Здебільшого в документах він згадується з ім'ям Спитек, натомість дуже рідко вживалося улюблене в родині Тарновських його інше ім'я Ян.
Про молоді роки Спитка відомо дуже мало. Каспер Несецький побіжно згадує без зазначення дати, що король наказав Спитку озброїти п'ять сотень вояків, і він із своїми добровольцями мужньо розбив татар на Поділлі.
1522 року Спитек викупив у Анджея з Оссоліна замок у Дзікові (тепер — Палац Тарновських у Тарнобжезі). Таким чином, він дав початок дзіковській гілці роду Тарновських.
Восени 1525 року був призначений каштеляном жарновським. 5 серпня 1527 року король Сигізмунд I заставив Спиткові за 3000 флоринів замок Крешів у Перемишльській землі з приналежними до нього селами, дозволив викуп солтиства в селі Пискоровичі та гарантує, що викуп маєтку королем не відбудеться за життя Тарновського. На Пйотрковському сеймі 1529 року Ян Спитек голосував за коронацію Сигізмунда Августа, після цього увійшов до урочистої сеймової делегації, яка 20 лютого 1530 року була присутня на коронації. 31 січня 1532 року отримав посаду каштеляна завихостського, а 20 березня того ж року отримав посаду підскарбія коронного.
Напередодні початку Литовсько-польської війни 1534—1537 років, як підскарбій коронний допоміг надвірному підскарбію литовському Івану Андрійовичу Солтану прийняти найманців на рахунок Литви, також двічі виділив по 14000 злотих з коронного скарбу на потреби Великого князівства Литовського. 6 травня 1534 року став каштеляном радомським. Під час Курячої війни 1537 року Спитек разом із своїм родичем Яном Амором Тарновським, каштеляном краківським, вірно відстоювали інтереси короля під Львовом. Як винагороду за вірність, король 6 грудня того ж року надав пожиттєво Тарновському будинок у Пйотркові поблизу з королівським двором.
19 грудня 1542 року Ян Спитек став каштеляном войницьким. Коли 1543 року чума спустошила Краківську землю, король Сигізмунд I довгий час гостював у маєтку останнього Вєльовєсі з усією своєю сім'єю та двором. Як одну з нагород за гостинність, Тарновський отримав королівський привілей на закладення нового села Буської (Біської) Волі (тепер — Вулька-Биська) над Чорним Потоком у Крешівському старостві з правом установлення кордонів і 12-тирічним звільненням від податків. Також, однією з нагород було поширення пожиттєвого володіння цим староством на дружину та сина Спитка.

Гроші коронні 1546, 1547 і 1548 років із зображенням гербу Леліва й ініціалів Яна Спитка Тарновського S T обабіч гербу (ліві зображення, знизу по центру)
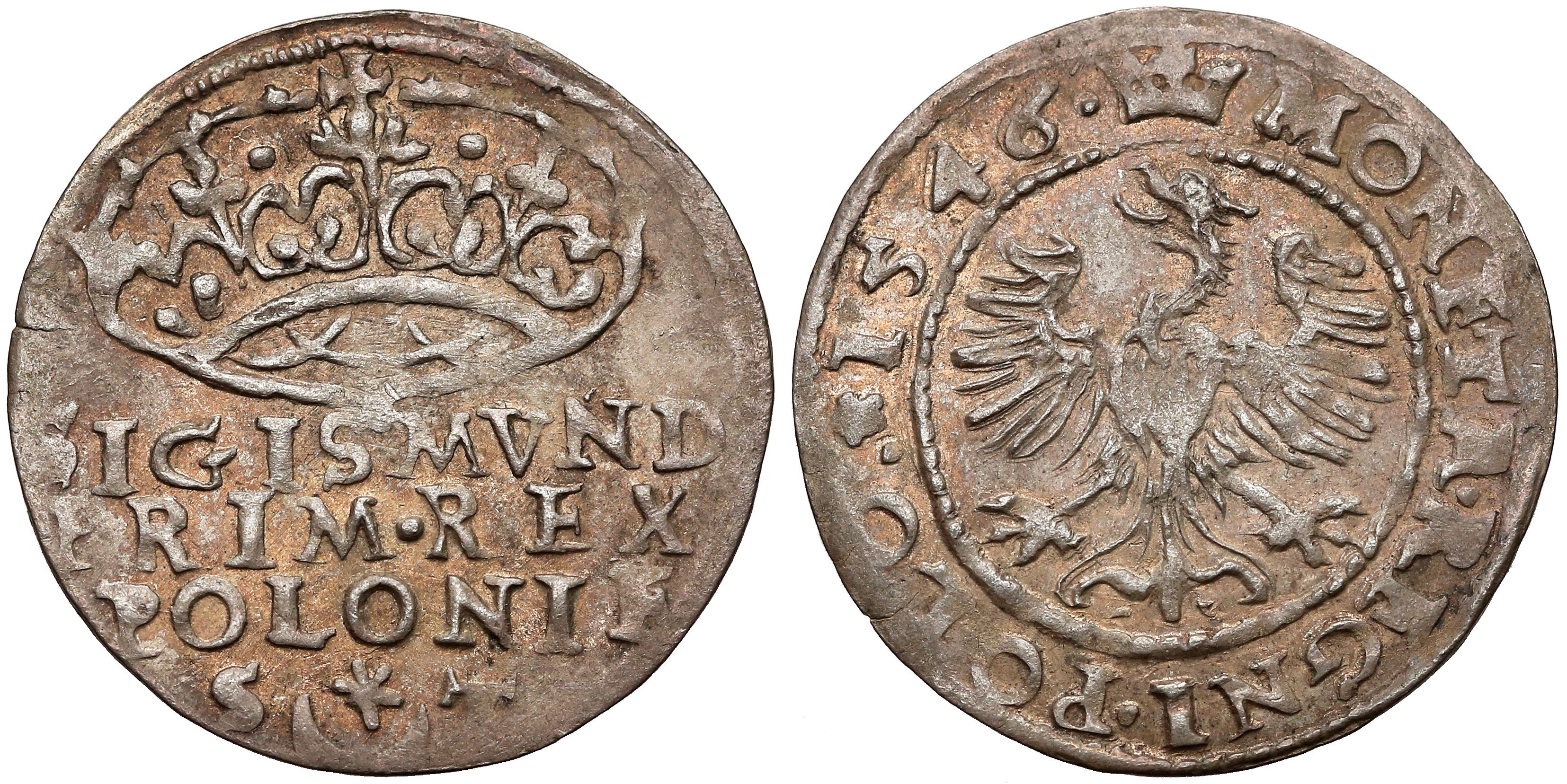
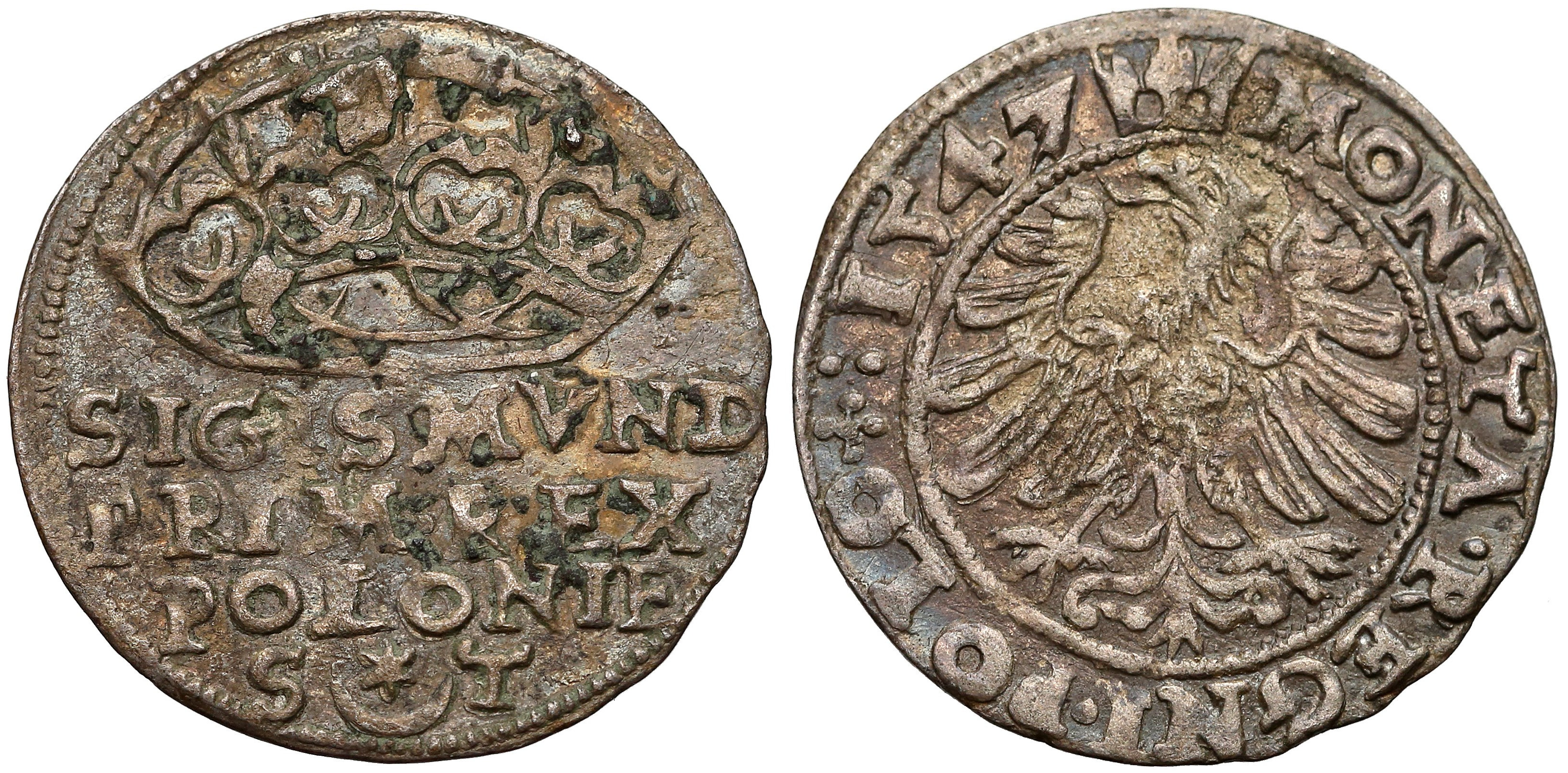
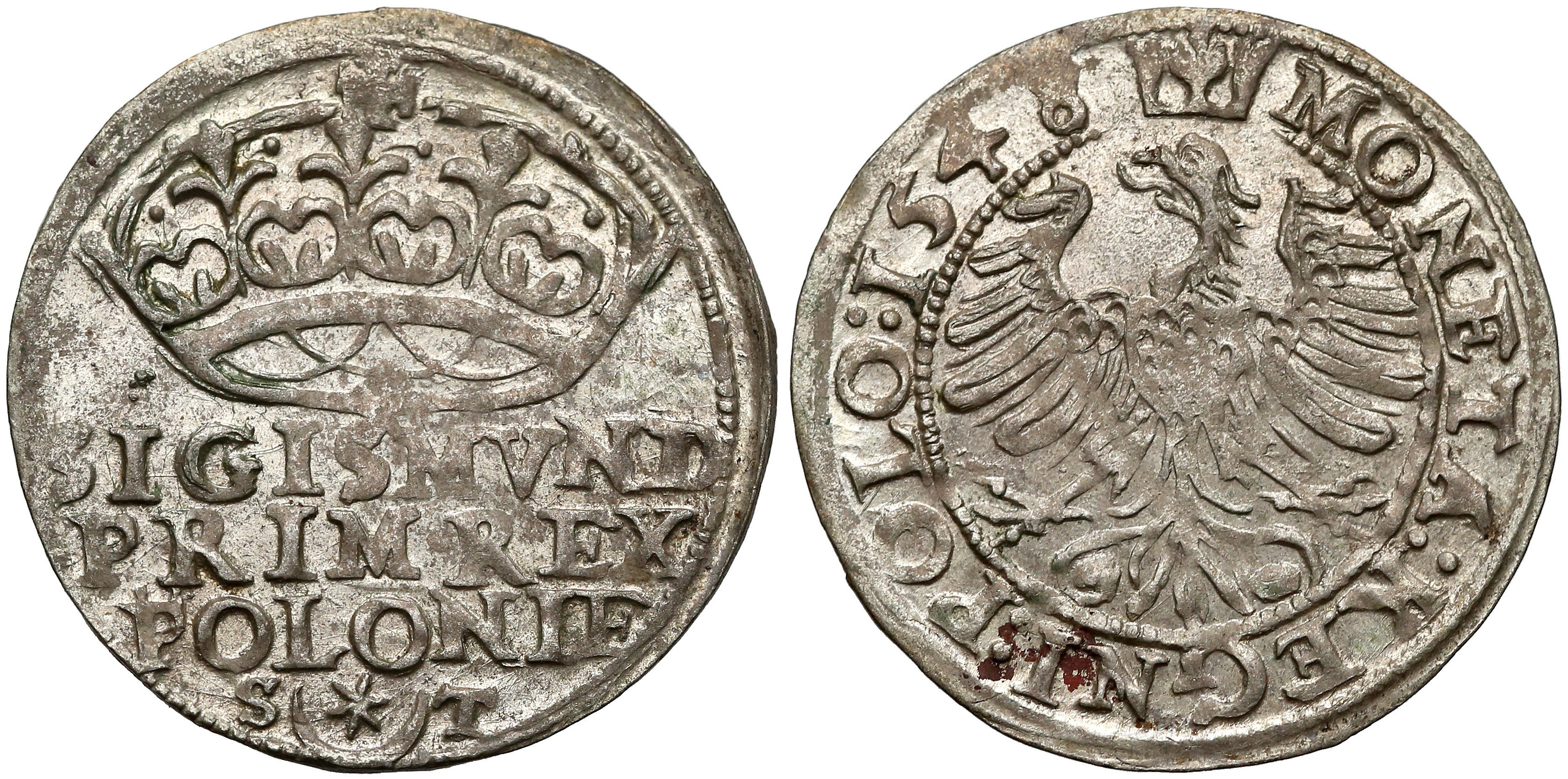

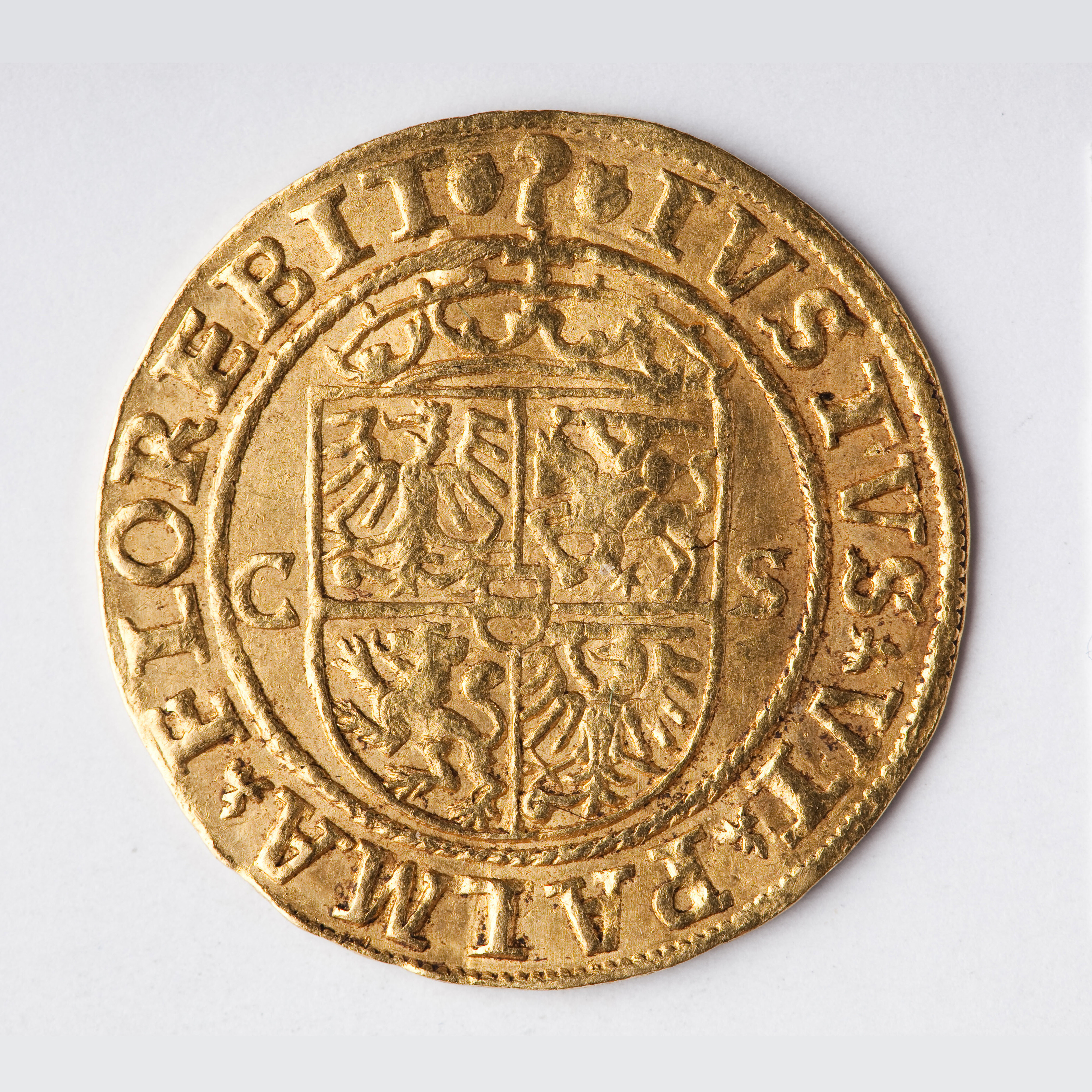
Зображення реверсу дуката Сигізмунда I Старого 1534 року. Обабіч щита літери «C» і «S» — Cracovia (Краків) і Spitikus (Спитек)

 У квітні 1545 року король викликав підскарбія Спитка з Тарнова на засідання сенату та наказав йому опублікувати в ратуші під страхом конфіскації майна мандат про заборону вивозу срібла та текстилю з Корони. Срібло слід продати назад до королівської скарбниці. Король також запропонував пожертвувати 100000 польських злотих або й більше на коронний монетний двір, щоб підвищити вартість монети і водночас відмовитися від обмінних прибутків. Крім того, монети, викарбувані в Пруссії, більше не приймалися в Короні.
Спитек Тарновський підтримав короля щодо його бажання одружитися з Барбарою Радзивіл, був присутній на її коронації 1550 року. Протягом 1549—1553 років виконував обов'язки жупника краківського, а з 1551 року управителя великопольських митниць. 27 липня 1550 року король призначив Спитка воєводою сєрадзьким. У його управлінні в різний час перебували наступні староства: крешівське (1520), кшепицьке (1532), кошицьке (1535), бжезьницьке (1535), сєрадзьке та пйотрковське (1536), остшешовське (1550), болеславське.
Помер Ян Спитек Тарновський орієнтовно на рубежі 1552/1553 років, перед 27 січня 1553 року.

## Сім'я

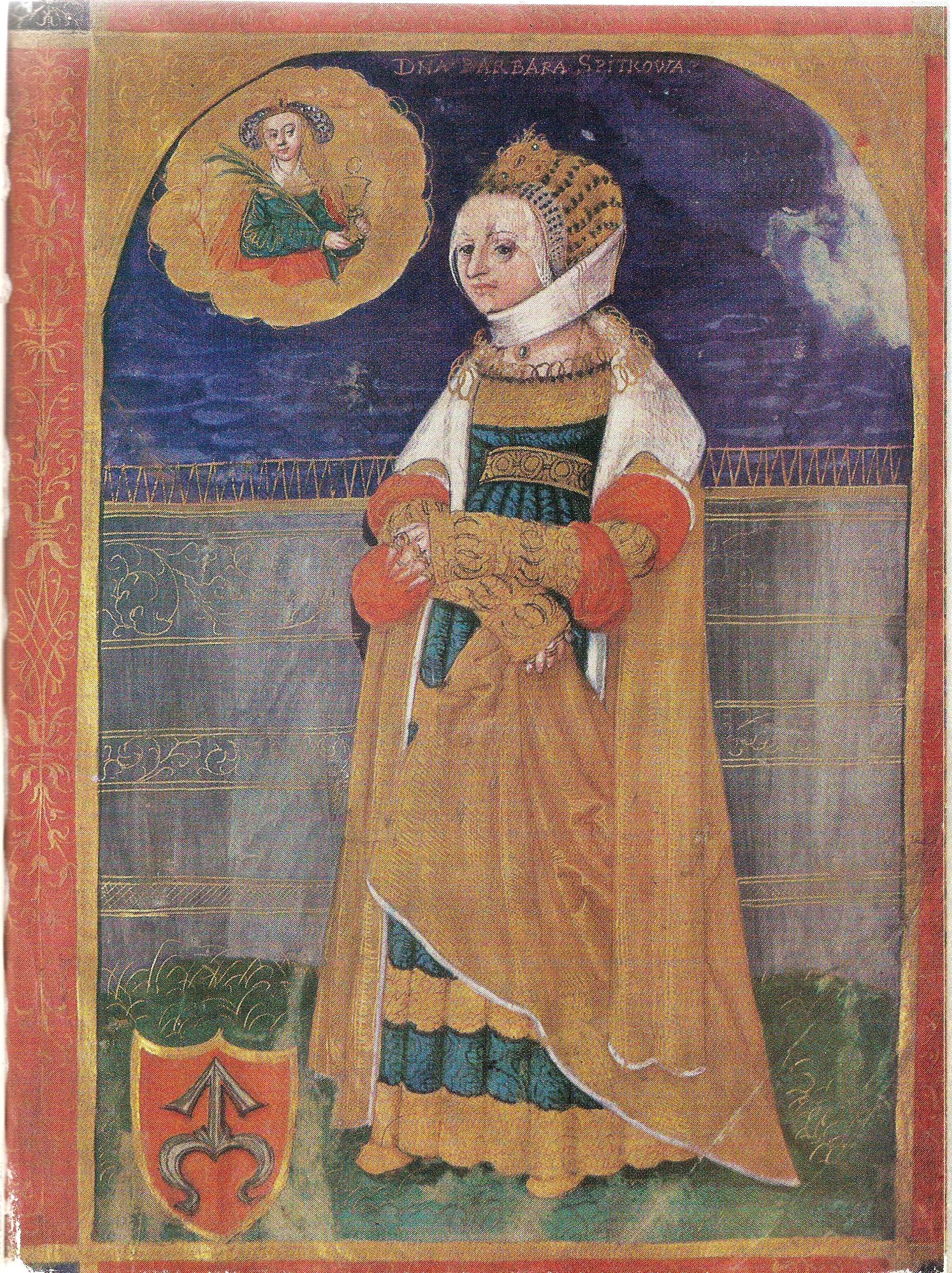
Барбара з Шидловєцьких Тарновська. Мініатюра Станіслава Самострільника

Наприкінці літа — на початку осені 1511 року Спитек Тарновський одружився з Барбарою з Шидловєцьких, донькою підскарбія королівства та каштеляна сандомирського Якуба Шидловєцького. Подружжя мало двох дітей:
- сина Яна Станіслава Спитка (1514—1568) — великого коронного мечника та підскарбія, сандомирського воєводу, завихостського каштеляна; старосту крешівського, остшешовського, пйотрковського, сєрадзького.
- доньку Барбару, дружину каштеляна освенцимського Яна Коморовського[pl][4].

## Маєтності

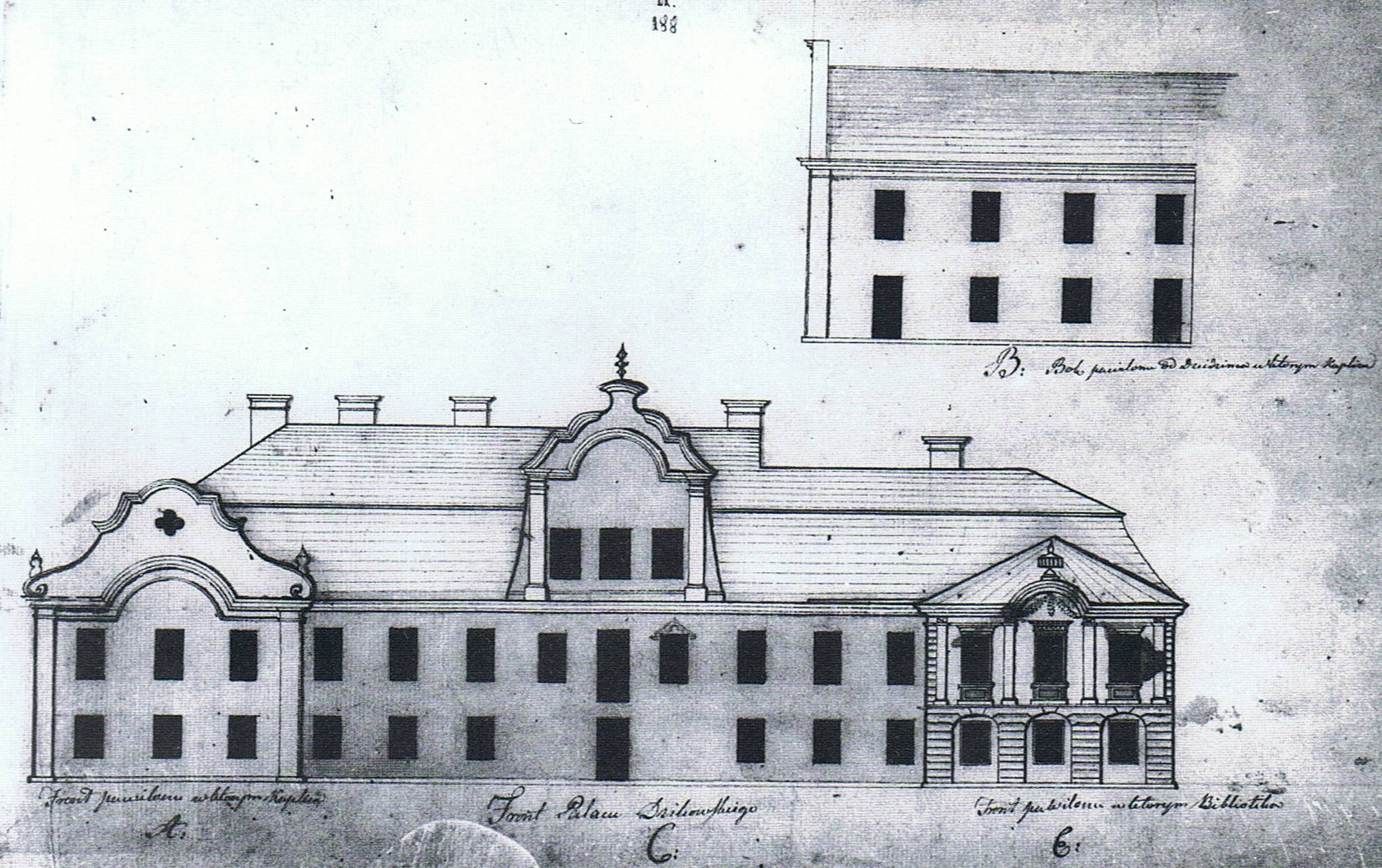
Замок у Дзікові 1775—1834 рр.

У спадок від батька Спитек Тарновський отримав Вельовєський ключ. Упродовж своєї кар'єри значно розширив свої маєтності, наприкінці життя володів комплексом із близько 10 міст і понад сотні сіл, зокрема у Сандомирському воєводстві та в Червоній Русі. 1522 року Спитек придбав у Анджея з Оссоліна Дзікув і Борув (тепер — частини міста Тарнобжеґ), доповнивши спадковий ключ Вєльовєський, який перебував у володінні Тарновських приблизно з 1350 року. Згідно з гіпотезою Я. Стажевської, на момент викупу в Дзікові була двоповерхова, мурована «башта». Цю гіпотезу підтверджує розташування об'єкта на високому уступі, який у далекому минулому був берегом Вісли, збережене розташування фундаментів, конструкція склепінчастих підвальних приміщень і партеру в західному флігелі нинішнього палацу.
1539‎ року‎ придбав маєтності‎ряшівські.‎ Від Одровонжів придбав‎ половину‎ ‎Карньова‎ ‎та Лучиців‎ у Краківському воєводстві.